# Constant Permeke

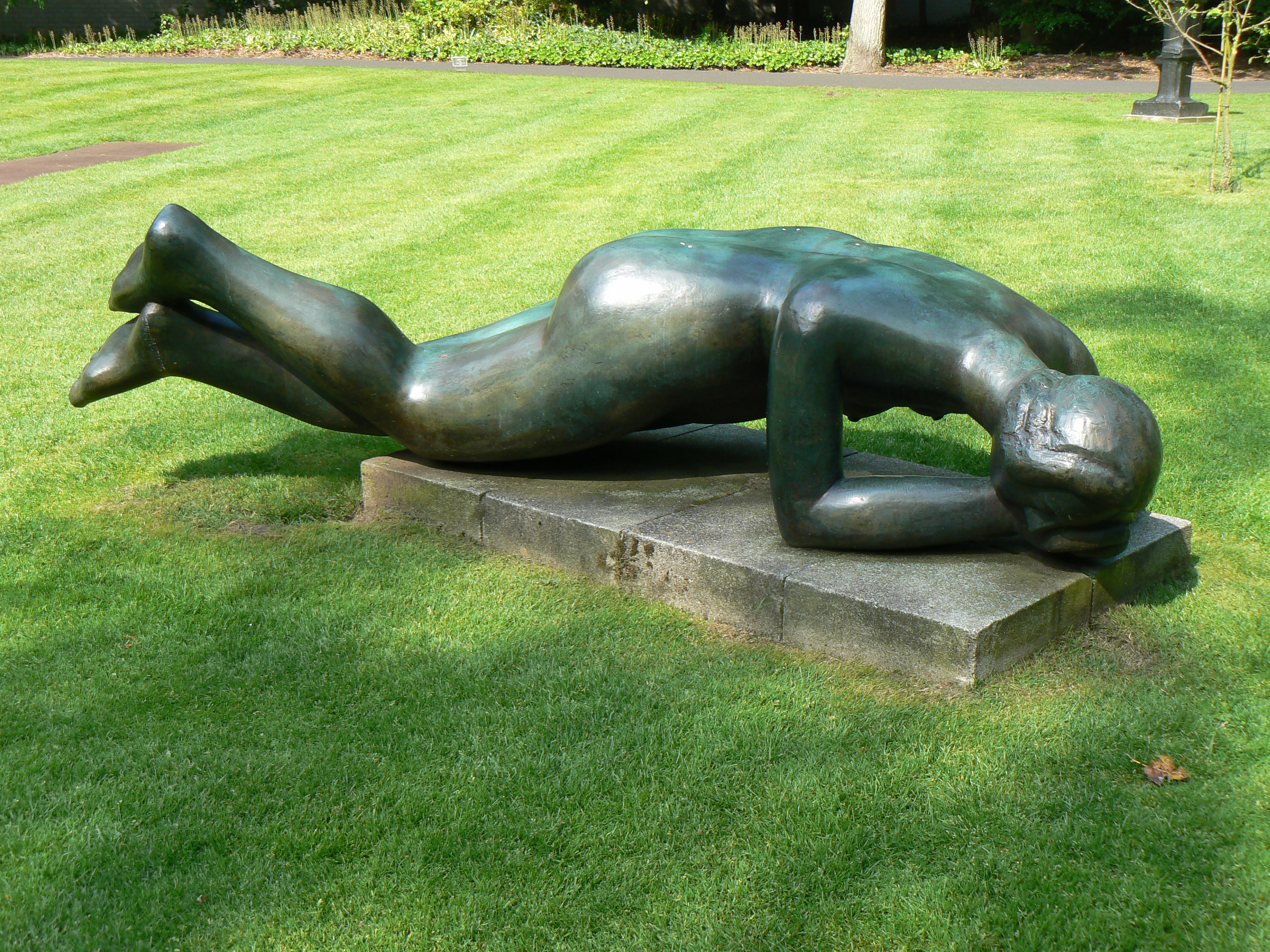
Níobe, de Constant Permeke, Kröller-Müller Museum.

Constant Permeke (Amberes, 31 de julio de 1886 - Ostende, 4 de enero de 1952) fue un pintor y escultor belga, considerado el principal representante del expresionismo flamenco. Fue miembro de la colonia de artistas de Sint-Martens-Latem, junto a Albert Servaes, Gustave Van de Woestijne, Gustave De Smet y Frits Van den Berghe. Influido por el pintor renacentista Pieter Brueghel el Viejo y por James Ensor, su temática se centró en paisajes costeros y retratos de marinos y pescadores. Durante la Primera Guerra Mundial se refugió en Gran Bretaña, recibiendo la influencia del cubismo y el arte africano. Desde 1935 se dedicó también a la escultura. Su estudio de Jabbeke, cerca de Brujas, es actualmente un museo dedicado a su obra.

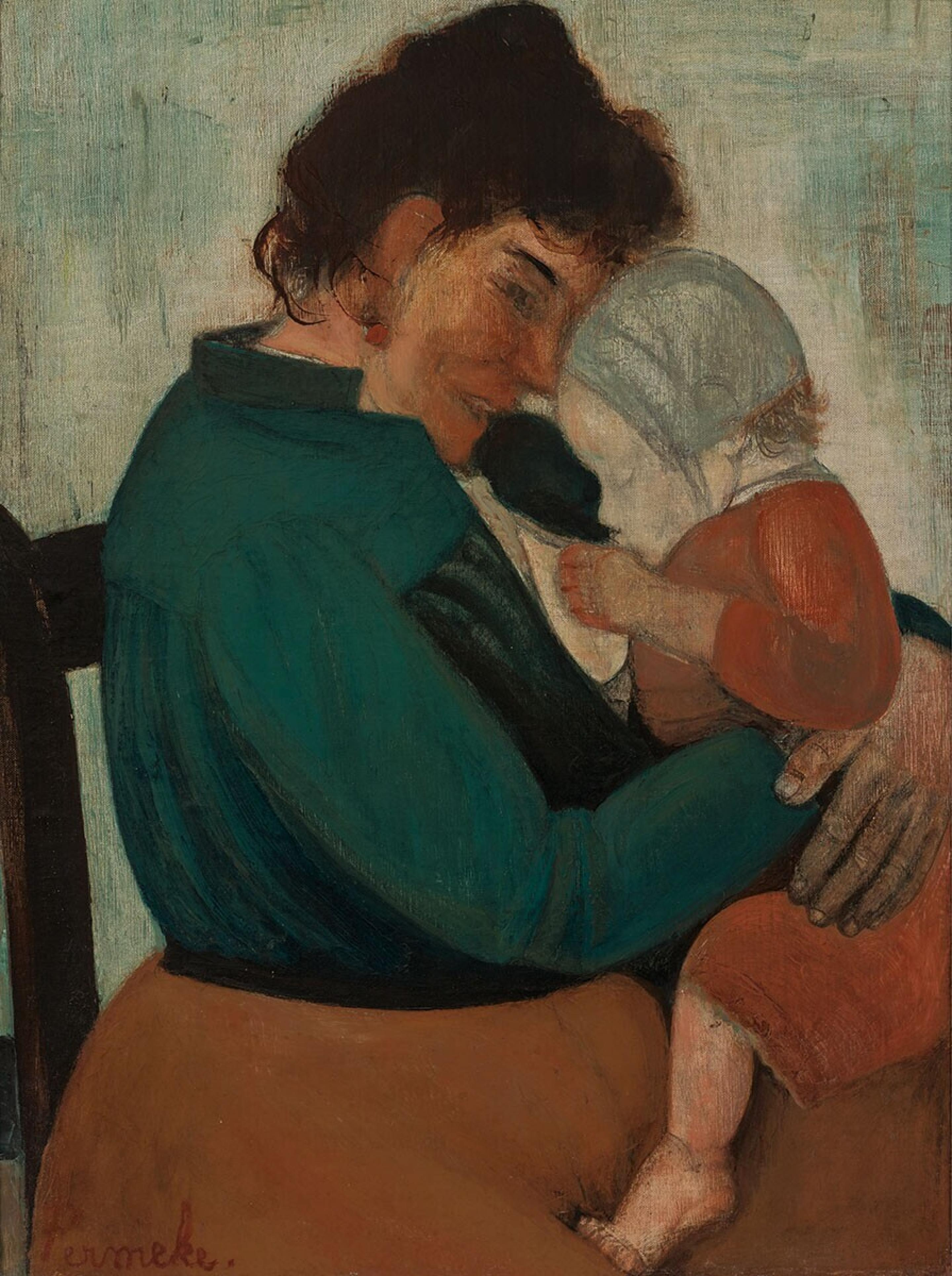
(1913)
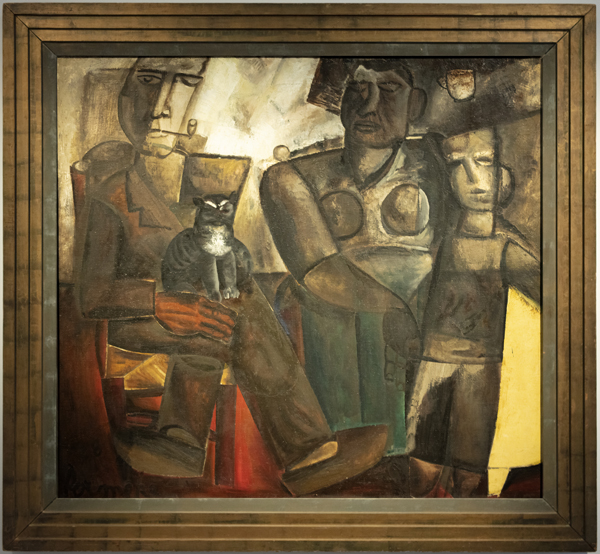
(1928)
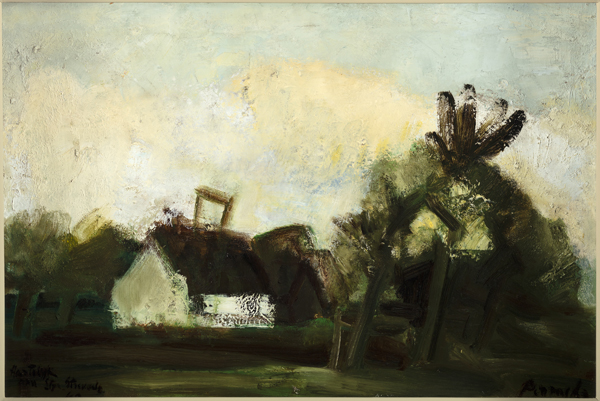
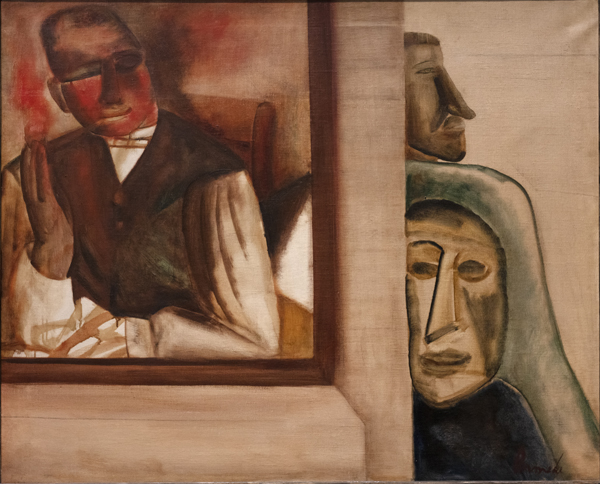
(c.1927)
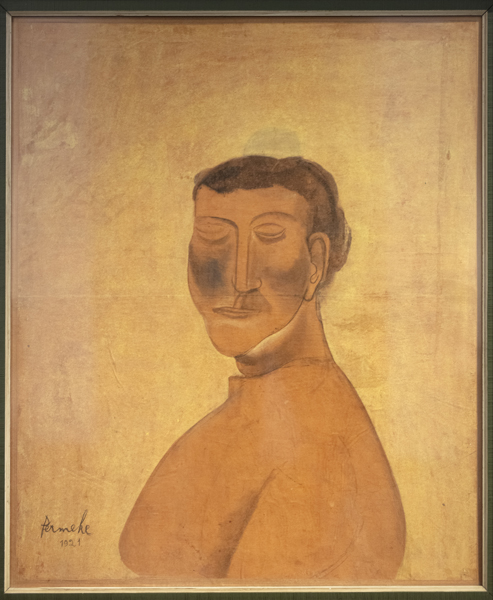
(1921)

## Exposiciones
- 2012: Constant Permeke: Retrospective, Centre for Fine Arts (Bruselas, Bélgica)